# Cat 'n' Mouse
Cat 'n' Mouse è un album in studio del musicista jazz statunitense John Abercrombie, pubblicato nel 2002.

## Tracce
1. A Nice Idea – 10:57
2. Convolution – 5:34
3. String Thing – 4:02
4. Soundtrack – 8:06
5. Third Stream Samba – 8:45
6. On the Loose – 6:00
7. Stop and Go – 7:04
8. Show of Hands – 9:18

## Formazione
- John Abercrombie – chitarra
- Mark Feldman – violino
- Marc Johnson – contrabbasso
- Joey Baron – batteria